# HK Lada Toljatti
HK Lada Toljatti (rusky Хоккейный клуб «Лада» Тольятти) je profesionální ruský hokejový tým. Byl založen v roce 1976, v roce 1991 poprvé postoupil do nejvyšší soutěže. Klub původně sídlil v paláci sportu Volgar pro 2900 diváků, od srpna 2013 hraje na stadionu Lada-Arena, který pojme 6100 lidí. Lada se stala v roce 1994 historicky prvním sovětským a ruským hokejovým šampionem, který nesídlil v Moskvě. V devadesátých letech klub díky sponzorské podpoře automobilky VAZ - Lada patřil k ruské špičce: kromě dvou mistrovských titulů získal čtyřikrát druhé místo (1993, 1995, 1997 a 2005) a dvakrát třetí místo (2003 a 2004). Dařilo se mu také na mezinárodní scéně, Lada byla v roce 1995 finalistou a v roce 1997 vítězem EHL, v roce 1995 získal druhé místo na Spenglerově poháru.
V letech 2008 až 2010 hrála Lada Charlamovovu divizi Kontinentální hokejové ligy, ale kvůli finančním problémům a nevyhovujícímu stadionu hraje od roku 2010 jen Ruskou vyšší ligu ledního hokeje, kde byla zatím jejím nejlepším umístění účast ve čtvrtfinále play-off v sezóně 2012–13 (vypadli s týmem Toros Něftěkamsk 1:4 na zápasy).
Klub má také rezervní tým Laďa (ХК «Ладья»), který působí v Mládežnické hokejové lize. Farmou je CSK VVS Samara (Ruská hokejová liga).

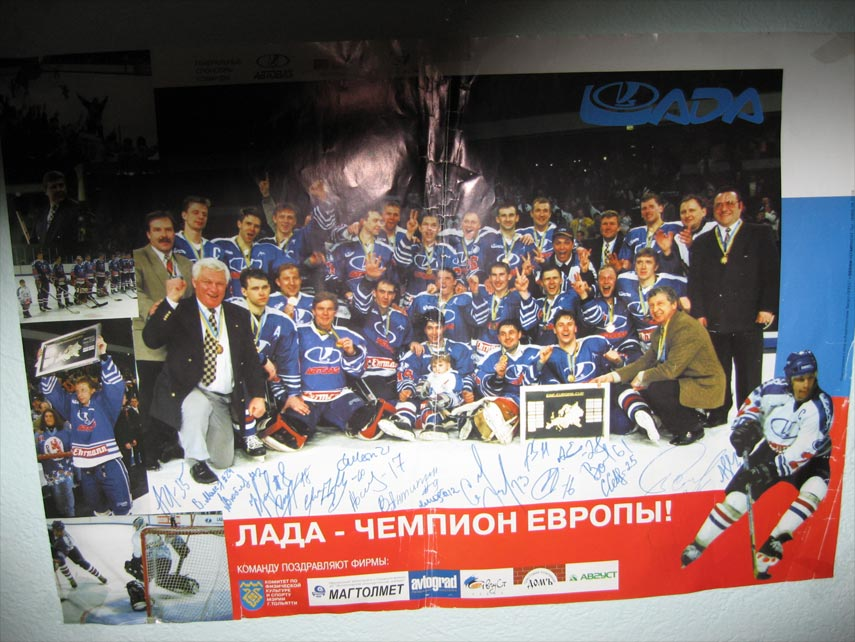
Plakát vítězů Kontinentálního poháru

## Úspěchy
- Vítězství v Ruské superlize: 1993–94
- Vítězství v Evropském hokejovém poháru: 1996–97
- Vítězství v Kontinentálním poháru: 2006

## Vývoj názvů týmu
- Torpedo Toljatti (1976–1988)
- HK Lada Toljatti (od roku 1988)

## Známí hráči
- Ilja Bryzgalov
- Vjačeslav Bucajev
- Alexej Kovaljov
- Viktor Kozlov
- Andrej Tarasenko

## Přehled účasti v KHL a VHL
| Rusko                       |        |                                                        |                      |
| Sezóny                      | Soutěž | Play off                                               | Kapitán              |
| 2008/2009                   | KHL    | Osmifinále (prohra 2:3 na zápasy s CSKA Moskva)        | bez kapitána         |
| 2009/2010                   | KHL    | Ne                                                     | bez kapitána         |
| 2014/2015                   | KHL    | Ne                                                     | Andrej Nikitěnko     |
| 2015/2016                   | KHL    | Ne                                                     | Andrej Nikitěnko     |
| 2016/2017                   | KHL    | Ne                                                     | Vladimir Maleňkich   |
| 2017/2018                   | KHL    | Ne                                                     | Děnis Ježov          |
| 2018/2019                   | VHL    | Osmifinále (prohra 1:3 na zápasy s Sokol Krasnojarsk)  | Konstantin Majorov   |
| 2019/2020                   | VHL    | Osmifinále (prohra 3:4 na zápasy s Něfťanik Almetěvsk) | Konstantin Majorov   |
| 2020/2021                   | VHL    | Ne                                                     | Jevgenij Bodrov      |
| 2021/2022                   | VHL    | Čtvrtfinále (prohra 0:4 na zápasy s Rubin Ťumeň)       | Alexandr Jevsejenkov |
| 2022/2023                   | VHL    | Osmifinále (prohra 3:4 na zápasy s AKM Tula)           |                      |
| 2023/2024                   | KHL    | Osmifinále (prohra 1:4 na zápasy s Avangard Omsk)      | Michail Fisenko      |
| 2024/2025                   | KHL    | Ne                                                     | Michail Fisenko      |
| Zdroj na Eliteprospects.com |        |                                                        |                      |

## Češi a Slováci v týmu
| Ročník    | Hráči ČR – Zde              | Hráči SR – Zde                                 | Linky |
| --------- | --------------------------- | ---------------------------------------------- | ----- |
| 2001/2002 | Jan Hranáč                  | Igor Majeský                                   |       |
| 2002/2003 | Radek Bělohlav              | Ladislav Čierny                                |       |
| 2003/2004 | Jiří Trvaj                  | Ladislav Čierny                                |       |
| 2004/2005 |                             |                                                |       |
| 2005/2006 | Adam Svoboda                |                                                |       |
| 2006/2007 | Tomáš Demel                 |                                                |       |
| 2007/2008 |                             |                                                |       |
| 2008/2009 |                             |                                                |       |
| 2009/2010 |                             | Richard Kapuš, Roman Kukumberg, Erik Weissmann |       |
| 2010/2011 |                             |                                                |       |
| 2011/2012 |                             |                                                |       |
| 2012/2013 |                             |                                                |       |
| 2013/2014 |                             |                                                |       |
| 2014/2015 | Martin Zaťovič, Jiří Hunkes | Karol Sloboda, Peter Podhradský                |       |
| 2015/2016 | Martin Zaťovič              | nikdo                                          |       |
| 2016/2017 | nikdo                       | nikdo                                          |       |
| 2017/2018 | Jiří Novotný                | nikdo                                          |       |
| 2023/2024 | Ostap Safin                 | Mislav Rosandić                                |       |
| 2024/2025 | nikdo                       | nikdo                                          |       |
| 2025/2026 | nikdo                       | nikdo                                          |       |

## Zajímavosti
- Vincent Riendeau byl v roce 1999 prvním Kanaďanem v ruské lize.
- Klub dosáhl historické výhry a prohry v jediném týdnu: 10. 3. 1977 prohrál s Rjazaní 2:13 a 15. 3. 1977 porazil Žukovskij 15:0.
- Od 10. 3. 1996 do 3. 12. 1996 vybojovala Lada sérii 22 zápasů bez prohry.